# Jobst Riegel

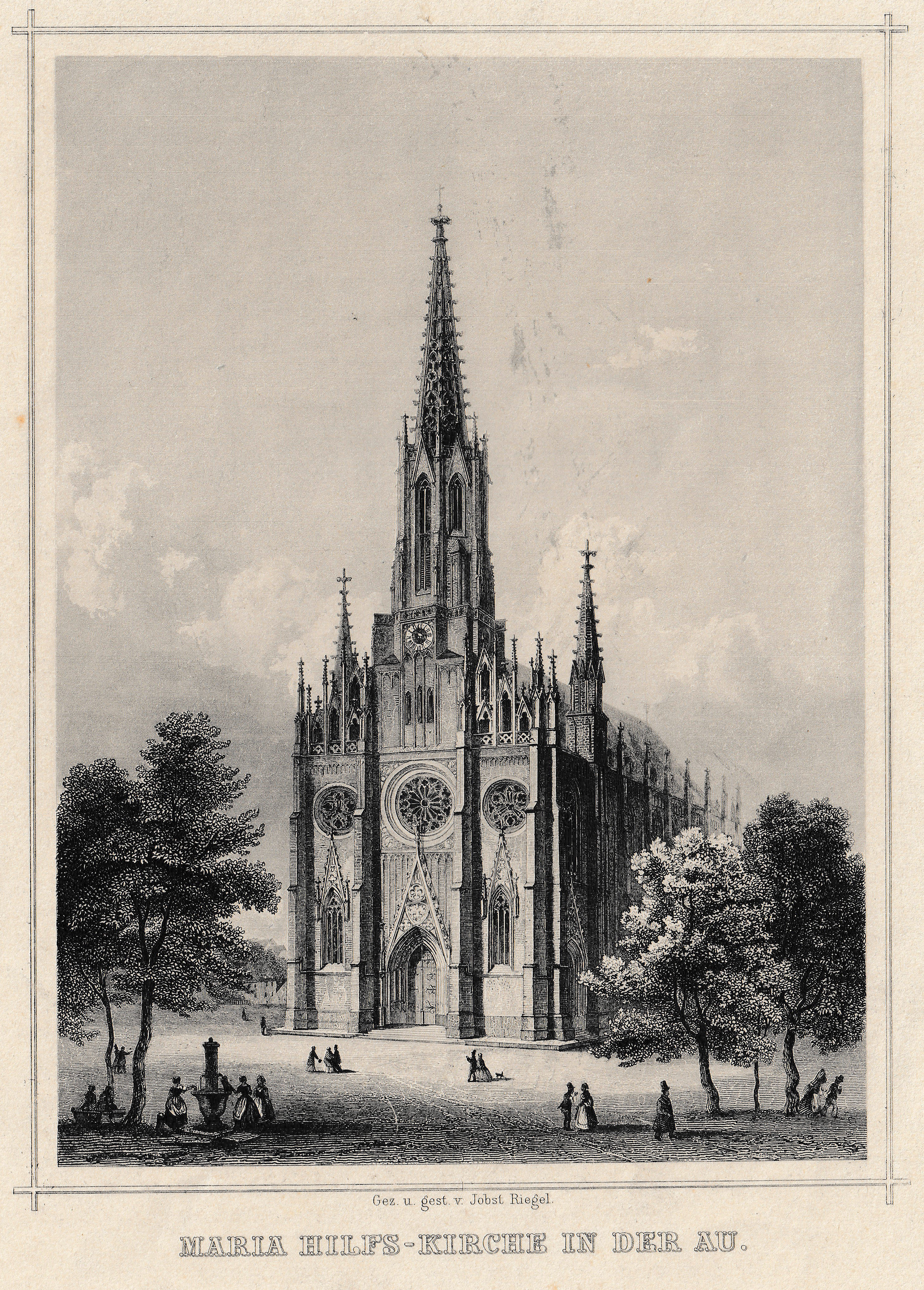
Die Mariahilfkirche in München, gezeichnet und gestochen von Jobst Riegel

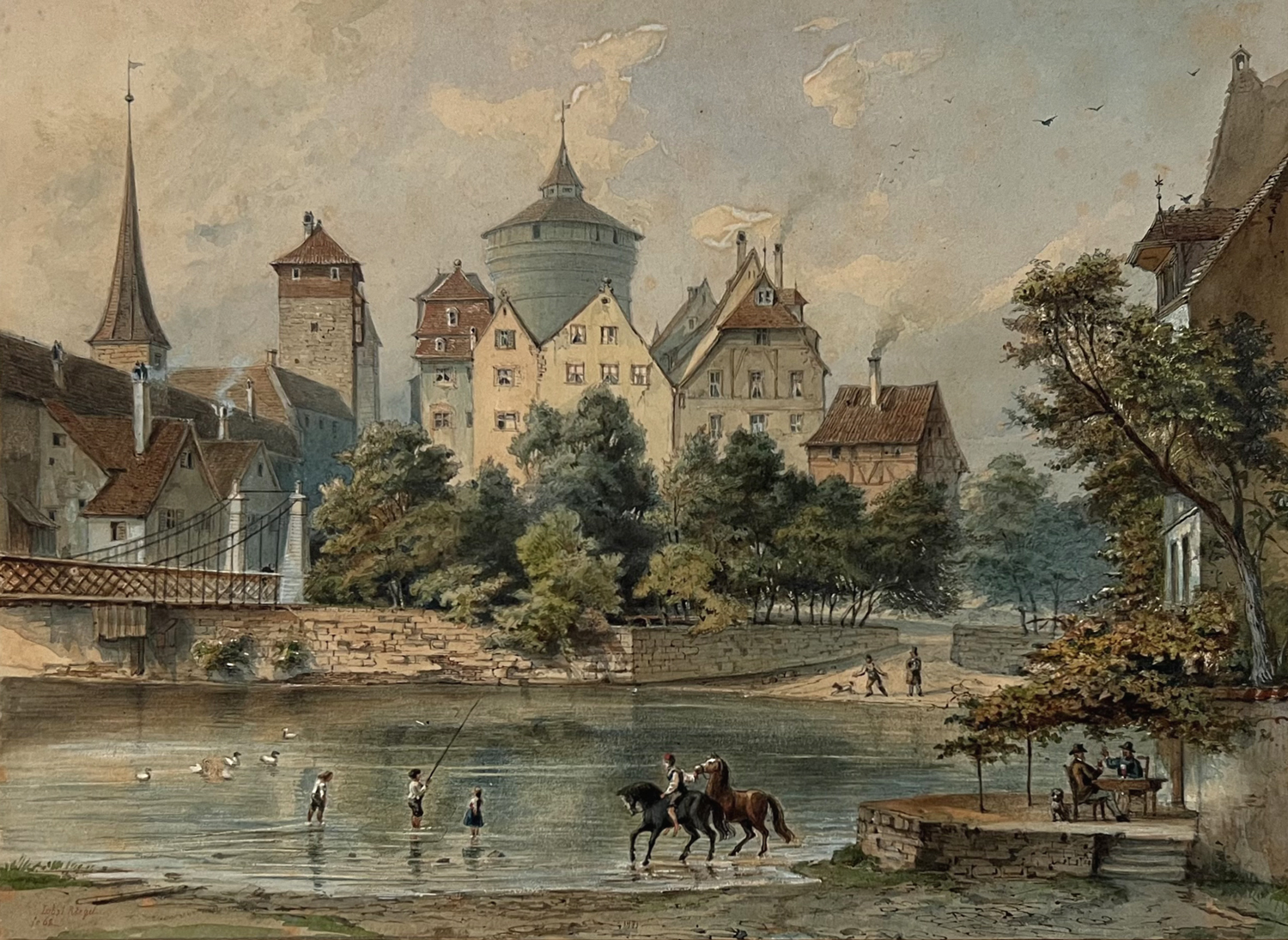
Nürnberg an der Pegnitz mit Blick zum Spittlertor

Jobst Riegel (* 28. März 1821 in Nürnberg; † 17. Januar 1878 in München) war ein deutscher Kupferstecher und Maler.

## Leben
Riegel erlernte seinen Beruf an einer Kunstschule und im Atelier des Kupferstechers Johann Poppel. Er erstellte für mehrere Bücher Platten mit Landschaften und Städteansichten. Im Auftrag des bayerischen Königs Ludwig II. malte er diverse Aquarelle. Von 1846 bis zu seinem Tod 1878 wohnte er in München.
Riegel war der ältere Bruder von Johann Georg Riegel (1833–1904), den er auch ausbildete. Er wirkte an den Albums pittoresques de la Suisse mit, die bei Cramer & Lüthi in Zürich erschien.

## Werke (Auswahl)
- Waldkapelle (1876)

Radierungen
- St. Gallen
- Eisenbahnbrücke über die Thur bei Wil
- Eisenbahndamm um die Stadt St. Gallen